# Emperador Shun

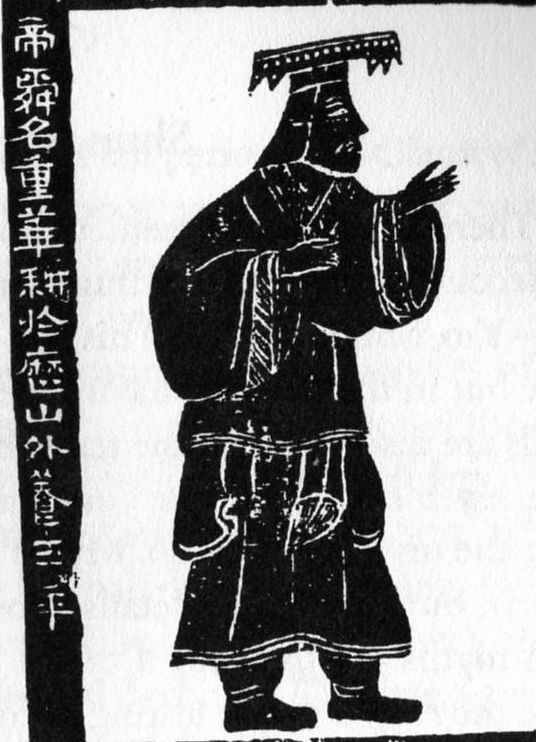
Emperador Shun

Shun (Chino: 舜 pinyin: Shùn), también conocido como Yu Shun (Chino: 帝舜; pinyin: Dìshùn) y Chong Hua (Chino: 重華; pinyin: Chónghuá), fue un emperador legendario de la antigua China, considerado por algunas fuentes como uno de los Tres Augustos y Cinco Emperadores, siendo este el último de los Cinco Emperadores. Con medio siglo de mandato fue uno de los más largos en la historia de China. La tradición oral mantiene que vivió más o menos entre el 2294 y 2184 A.C.

## Nombres
El nombre del  ancestral clan de Shun (姓) es Yao (姚), su nombre de linaje (氏) es Youyu (有虞). Su nombre de pila era Zhonghua (重華). A veces a Shun se le conoce como El Gran Shun (大舜) o como Yu Shun  (虞舜). El “Yu” en “Yu Shun” era el nombre del feudo, el cual Shun recibió de Yao; de esta manera le proporcionó el nombre de “Shun de Yu”.

## Vida de Shun
De acuerdo con las fuentes tradicionales, Shun recibió el manto de liderazgo por el Emperador Yao a la edad de 53 años, y después murió a los 100 años. Antes de su muerte, se recuerda a Shun por renunciar y ofrecer su trono a Yu (禹), el fundador de la Dinastía Xia. La capital de Shun está ubicada en Puban (蒲阪), actualmente ubicada en Shanxi.
Bajo el Emperador Yao, nombrado sucesivamente como ministro de Educación, primer ministro y jefe de los Cuatro Picos, Shun consiguió poner todos los asuntos en orden en tres años. Yao quedó tan impresionado que también le nombró como sucesor al trono. Shun rogó que se eligiese a alguien más virtuoso que él, pero finalmente asumía las tareas de Yao. Se decía que “aquellos que tenían que poner una demanda no se dirigían a Danzhu, sino a Shun” (Danzhu era el hijo de Yao).
Después de subir al trono, Shun ofreció sacrificios al dios Shangdi (上帝), así como a los ríos, las colinas y al anfitrión de los espíritus (神). Después recorrió zonas del este, del oeste, del sur, y del norte del país; en cada lugar hacía ofrendas de sacrificio al Cielo de cada uno de los Cuatro Picos (Monte Tai, Monte Huang, Monte Hua y Monte Heng). Sacrificó en nombre de las laderas y los ríos, estableció un acuerdo sobre las estaciones, los meses y los días, determinó las medidas uniformes de longitud y capacidad y reforzó las leyes ceremoniales. Shun dividió el territorio en doce provincias, levantando altares por doce colinas e hizo más profundos los ríos. 
Shun trató con cuatro criminales: desterrando a Gonggong, el ministro de Trabajo de la Isla de You, encerrando a Huang-dou en el Monte Chong, encarcelando y dejando morir a Gun, que estuvo prisionero en el Monte Yu (羽) hasta su muerte, y llevando el San-Miao a San-Wei (ver Mitología China). El hijo de Gun, Yu (禹), fue más tarde elegido como Ministro de Trabajo para controlar el agua y la tierra. Después, Shun nombró a Yu como primer ministro. Yu pidió que fuese elegido para su puesto el ministro de Agricultura, o Xie, o Gao Yao, pero al final accedió tras la insistencia de Shun. Shun, entonces, eligió a Chui como Ministro de Trabajo. Nombró también a Yi como Ministro de Ganadería para controlar las bestias y los bosques del territorio, a Bo-yi como sacerdote del Templo Ancestral para oficiar las ceremonias religiosas, a Hui como Director de Música y a Long como Ministro de Comunicaciones para contrarrestar los engaños y los informes falsos.
De acuerdo con el Canon de Shun, Shun comenzó a reinar a los 30 años, reinó junto a Yao durante 30 años y reinó 50 años más después de que Yao abdicase, después Shun murió. Los Anales de Bambú, aseguran que Yao eligió a Shun como su heredero tres años antes de abdicar del trono para ofrecérselo. Las dos fuentes afirman que después de abdicar, Yao vivió durante otros 28 años retirado durante el reinado de Shun.
En los siglos posteriores, Yao y Shun fueron glorificados por su mérito por los filósofos confucianos (ver confucianismo). Shun fue particularmente famoso por su modestia y su piedad filial (xiao 孝).

## Leyendas

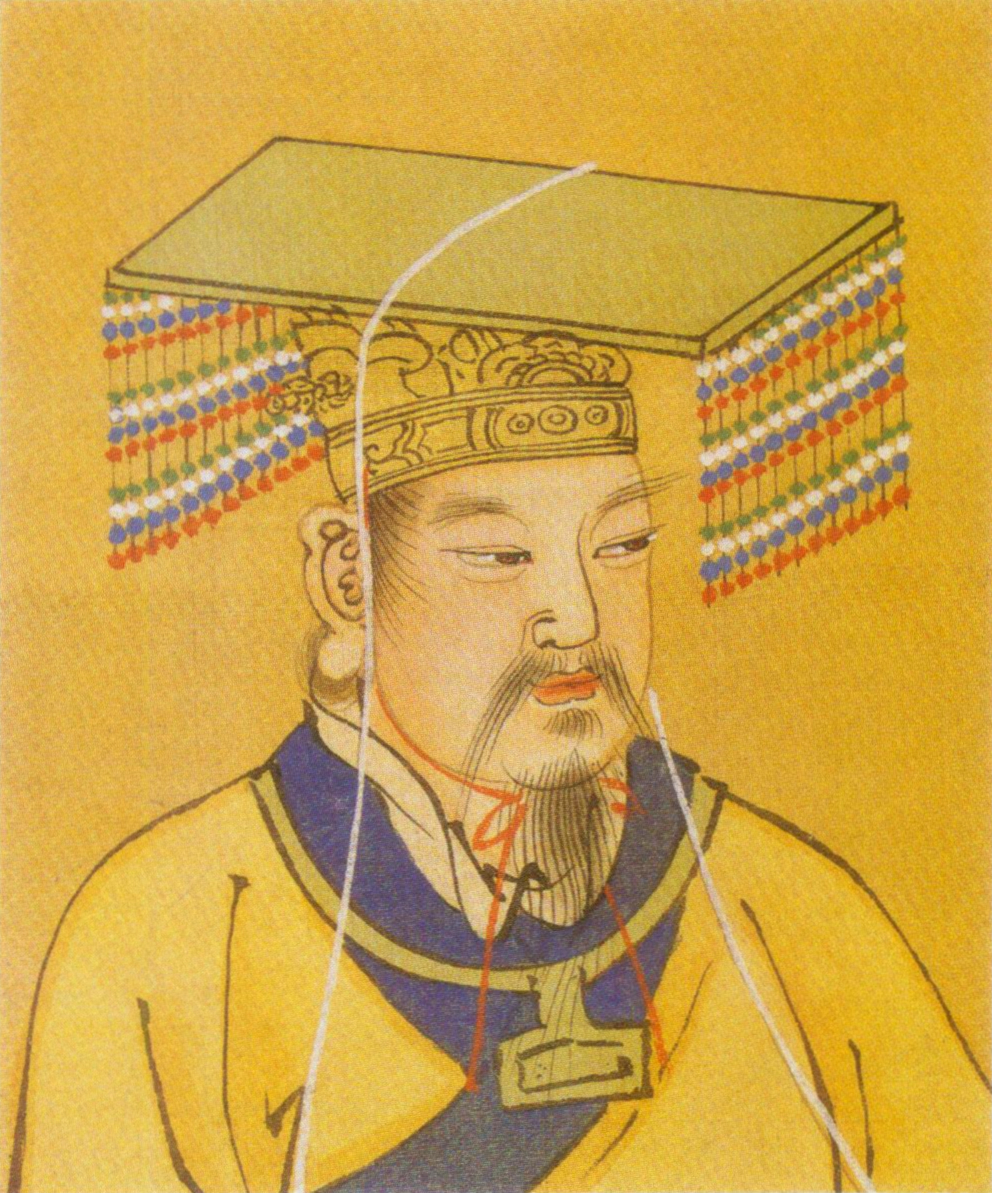
Emperador Amarillo

Sima Qian reclamó en los Anales de los Cinco Emperadores (五帝本紀) que Shun descendió del Emperador Amarillo a través del nieto del Emperador Zhuanxu. En los Anales del Bambú (048) aparece el nombre de la madre de Shun como Woodeng (握登), y el lugar de nacimiento de Shun como Yaoxu (姚墟). Woodeng murió cuando Shun era muy joven. El padre ciego de Shun (瞽叟, literalmente: "viejo ciego"; por la extensión semántica "necio viejo") no tardó en volver a casarse después de la muerte de su mujer. La madrastra de Shun dio a luz al medio hermano de Shun, Xiang  (象), y a la medio hermana Jì (繫) (Liènǚ Zhuàn, Ch. 1). La madrastra y el medio hermano de Shun le trataron fatal, a veces incluso forzando a Shun a hacer el trabajo duro en la familia y dándole la peor comida y ropa. El padre de Shun empezó a volverse ciego y a envejecer, a veces ignoraba las buenas acciones de su hijo y siempre le culpaba por todo. Con todo y a pesar de estas condiciones en las que vivía, Shun nunca se quejó y siempre trataba tanto a su padre, como su madrastra y su medio hermano con amabilidad y respeto.
Cuando ya era prácticamente un adulto, su madrastra le echó de su casa. Shun fue forzado a vivir por su cuenta. A pesar de todo, debido a su naturaleza compasiva y a sus habilidades naturales de liderazgo, allá donde iba, la gente le seguía y fue capaz de organizar a gente para ser amables los unos con los otros y hacer todo lo que estuviese en sus manos. Cuando Shun fue por primera vez a un pueblo donde hacían alfarería, después de menos de un año, la cerámica se convirtió en lo más bello que nunca había sido. Cuando Shun fue a un pueblo pesquero, la gente al principio se peleaba con sus propios vecinos por la zona de pesca y mucha gente murió o salió herida de las peleas. Shun les enseñó cómo debían compartir y colocar el pescado, y pronto el pueblo fue prosperando y las peleas disminuyeron.
Cuando el Emperador Yao envejeció, se estresó por el hecho de que sus nueve hijos eran inútiles ya que solo sabían pasar el día ociosos con vino y música. Yao les pidió a sus consejeros, las Cuatro Montañas,  que propusieran un sucesor apropiado. Yao entonces escuchó los cuentos de Shun. Wise Yao no quería simplemente creer en las historias sobre Shun, por lo que decidió poner a prueba a Shun. Yao le dio un distrito a Shun para gobernar y le casó con sus dos hijas, con una pequeña dote de una nueva casa y algo de dinero.
Aunque tiene una oficina y dinero, Shun sigue viviendo con humildad y siguió trabajando en la tierra todos los días. Shun incluso consiguió convencer a sus dos parejas, las dos princesas, llamadas Ehuang (Resplandor de hada) y Nüying (Doncella florada), quienes solían vivir bien, a llevar una vida humilde y a trabajar con la gente. Sin embargo, la madrastra y el medio hermano de Shun se pusieron muy celosos y conspiraron para matarle. Una vez, el medio hermano de Shun, Xiang,  prendió fuego a un granjero y convenció a Shun para que subiese al tejado a extinguirlo, entonces Xiang quitó la escalera, dejando a Shun atrapado en el tejado en llamas. Shun, hábilmente hizo un paracaídas con su ropa y saltó desde el tejado quedando así a salvo. En otra ocasión, Xiang y su madre conspiraron para emborrachar a Shun y después tirarle a un pozo seco y después enterrarle con piedras y barro. La medio hermana, que no estaba de acuerdo con lo que querían hacer su madre y su hermano, les contó a las mujeres de Shun el plan, por lo que al enterarse, Shun se preparó. Shun les hizo creer que estaba borracho y cuando le tiraron al pozo, ya había preparado un túnel para escapar al exterior. Así, Shun sobrevivió a muchos intentos de asesinato en su vida. Sin embargo, nunca culpó a su madrastra ni a su medio hermano por lo que hacían y siempre les perdonó.
Finalmente, la madrastra y el medio hermano de Shun se arrepintieron de sus errores del pasado. Shun les perdonó a con todo su corazón e incluso ayudó a Xiang a conseguir un puesto de trabajo. Shun también influyó en los nueve hijos del Emperador Yao para que se convirtiesen en miembros útiles que contribuyesen en la sociedad. 

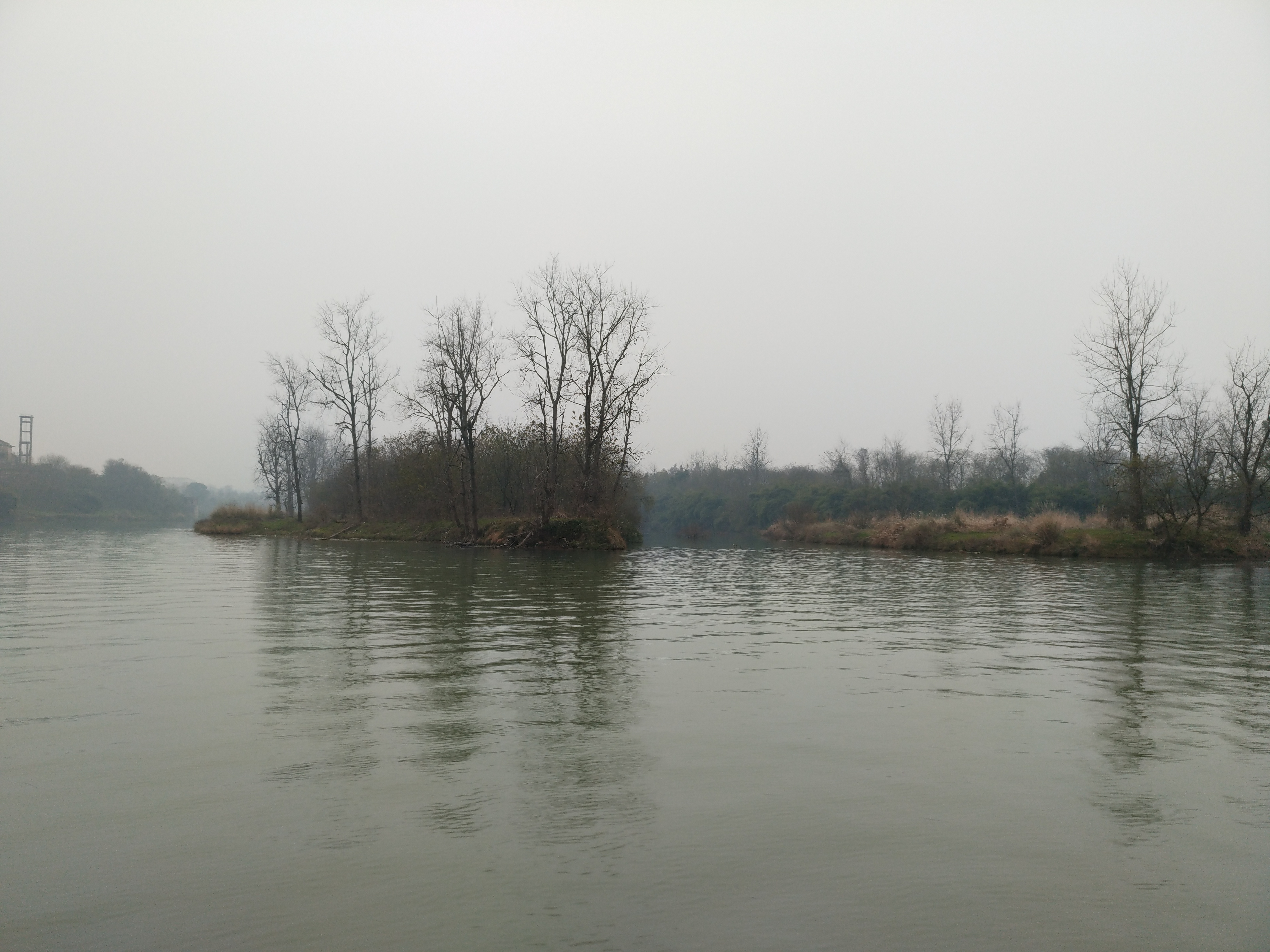
Río Xiao y río Xiang en la confluencia de la isla Ping (Pingzhou), Yongzhou, Hunan, China.

El Emperador Yao quedó tan impresionado por todos los logros de Shun que le eligió como su sucesor y le puso en el trono en el año de Jiwei (己未). La capital de Yao estaba en Ji (冀), la cual actualmente está también en la provincia de Shanxi.
Shun también es recordado como el autor de la música llamada Dashao (大韶), una sinfonía de nueve instrumentos musicales chinos.
En los últimos años del reinado de Shun, este decidió recorrer el país. Pero desafortunadamente murió pronto por una enfermedad en su viaje cerca del Río Xiang. Sus dos esposas fueron corriendo desde su casa hasta donde se encontraba su cuerpo y lloraron junto al río durante días. Sus lágrimas se convirtieron en sangre y tiñeron las cañas del río. Desde ese día, el bambú de la región se volvió rojo moteado, lo que explica el origen del bambú manchado (Spotted bamboo). Entonces, las dos mujeres, vencidas por el dolor, se lanzaron al río y se ahogaron. 
Shun consideró a su hijo Shangjun (商均) como indigno y escogió a Yu, el domador de las inundaciones, como su heredero.
Shun fue elegido como el progenitor de la Dinastía Hồ por Hồ Quý Ly. La provincia china de Zhejiang, sobre los años 940 fue el origen de la familia china Hồ/Hú.

## Biografía alternativa
Mencius afirmó que “Shun fue un Bárbaro del este; nació en Chu Feng, se mudó a Fu Hsia, y murió en Ming T’iao”. Además, Los Anales de Bambú y Han Fei pintan una imagen muy diferente de Shun. Se dice que derrocó a Yao y le dejó en prisión hasta su muerte. Danzhu, el hijo de Yao y el heredero directo, fue desterrado y más tarde derrotado en batalla. Yu entonces se reveló y desterró a Shun. Esta cita es mencionada en un poema de Li Bai.
Los elementos de esta historia representan a Shun como un usurpador. Viene de una familia de criminales que reclaman ser descendencia de Zhuanxu, y por lo tanto, relacionada a distancia con la familia real.
Hanfeizi también menciona que Shun resolvió personalmente los problemas con la tierra y el agua entre agricultores y pescadores al convivir con ellos.

## Sucesos durante el reinado de Shun

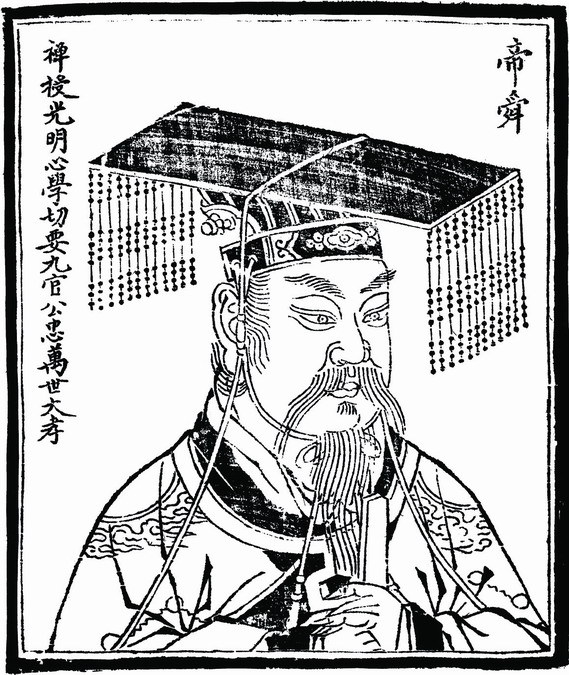
Emperador Shun

- En el 3º año de su reinado, ordenó a Jiutao (咎陶) establecer penas para lidiar con varios criminales.
- En el 9º año de su reinado, La Reina Madre del Oeste fue a trabajar a China y llevó anillos de Jade blanco y Jué (玦) como regalos.
- En el 14º año de su reinado, Yu de Xia fue elegido para resolver los estragos causados por las inundaciones y las ventiscas.
- En el 15º año de su reinado, nombró a Houshi para construir el palacio.
- En febrero de su 17º año, la danza se enseñó por primera vez en las escuelas.
- En su 25º año de su reinado, el enviado de la tribu Xishen (息慎) fue y como regalo trajo el arco y la flecha.
- En el 29.º año de su reinad, nombró a Ziyi (子义) como duque para servir en Shang.
- En el 30.º año de su reinado, su mujer Mang (盲) murió y fue honorada con la construcción de una tumba para ella en Wei (渭).
- En el 32.º año de su reinado, traspasó la potencia militar a Yu de Xia.
- En enero de su 33 año, recompensó a Yu de Xia por sus logros al controlar las inundaciones, y conseguir que nueve provincias chinas fueran restablecidas.
- En su 35º año de reinado, ordenó a Yu de Xia mandar tropas a Youmiao (有苗). Después de que Yu consiguiera la victoria, Youmiao  envió una petición para unirse a China.
- En el 36º año de su reinado ordenó derribar la Gran Muralla (la de la época de Shun, no la actual Gran Muralla China).
- En el 42.º año de su reinado, la gente de Xuandu (玄都) fue a rendirle culto y llevaron joyas preciosas de jade como regalo.
- El invierno de su 47.º año de reinado fue muy caluroso y la hierba no murió.
- En el 49.º año de su reinado, se mudó a Mingtiao , un lugar que después se llamó Haizhou durante el Periodo de las Guerras de Estado. Murió al año siguiente, después de un mandato que se dice que duró cincuenta años.